# شيلي ستوكس
شيلي ستوكس (بالإنجليزية: Shelly Stokes)‏ هي لاعبة كرة لينة أمريكية، ولدت في 26 أكتوبر 1967 في ساكرامنتو في الولايات المتحدة.

## وصلات خارجية
- شيلي ستوكس على موقع اللجنة الأولمبية الدولية (الإنجليزية)
- شيلي ستوكس على موقع أوليمبيديا (الإنجليزية)
- شيلي ستوكس على موقع اللجنة الأولمبية والبارالمبية الأمريكية (الإنجليزية)